# 50-та окрема залізнична бригада (РФ)
50-та окрема залізнична бригада — тактичне з'єднання Залізничних військ СРСР та Російської Федерації.
Умовне найменування — Військова частина № 03415 (в/ч 03415). До 11.12.2009 в/год 36534. Скорочене найменування — 50 ождбр.
Бригада дислокується у місті Свободний в Амурській області.

## Історія
З'єднання сформовано 23 лютого 1970 року в місті Єкатеринбург. Пізніше формування було передислоковано для виконання завдань з будівництва та ремонту залізниць в УРСР . До приїзду на Байкало-Амурську магістраль БАМ у 1975 році дислокувалося у місті Конотоп Української РСР у складі 2-го залізничного корпусу. 
Військовослужбовці бригади брали участь у будівництві Байкало-Амурської (з 1975 року) та Транссибірської магістралей, Бурейської ГЕС та космодрому Східний.
У 1980-х роках дислокувалась на п. Діпкун, Амурській області. Входила до складу 35 залізничного корпусу.
Особовий склад формування займав перші місця серед залізничних бригад Східного військового округу у 2015, 2016 та 2017 роках.
На 06.08.2020 року входить до складу ЗДВ. Зведені підрозділи бригади беруть участь у будівництві розширення БАМу з 2021 року.